# 3D-Stift

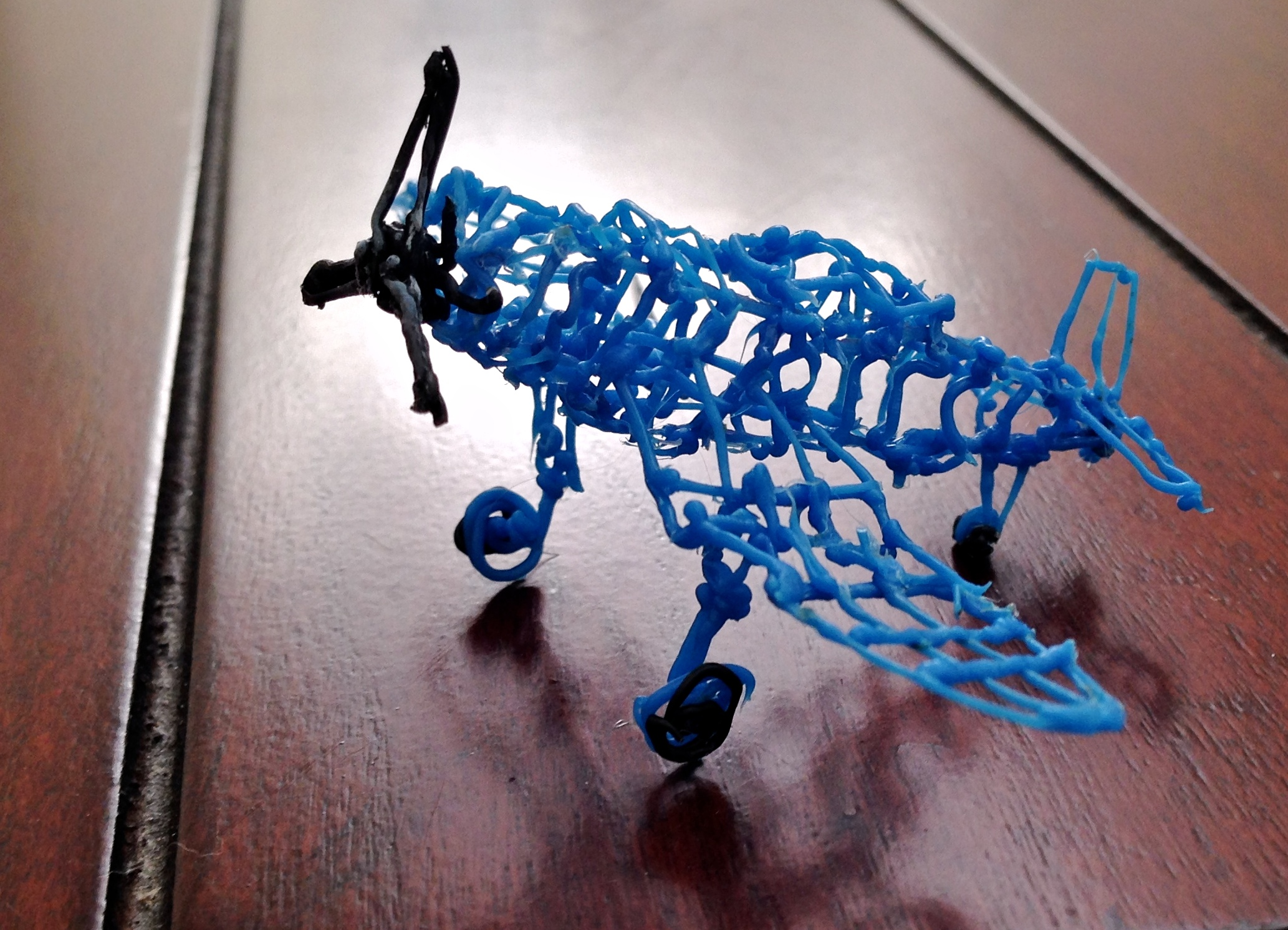
Nachgezeichnetes Corsair-Flugzeug mit dem 3Doodler-Stift

Ein 3D-Stift (englisch 3D-Pen) ist ein Zeichenstift, mit dem sich Zeichnungen und Modelle im dreidimensionalen Raum anfertigen lassen.

## Funktionsweise
Die Funktionsweise orientiert sich an der von FDM-Druckern. Im Gegensatz zu normalen Zeichenstiften wird bei 3D-Stiften Kunststoffe und nicht Tinte verwendet. Diese Filamente werden von hinten in den Stift geführt und durch ein Heizelement im vorderen Teil geführt. Der Vorschub erfolgt auf Knopfdruck, beim Passieren des Heizelements wird das Filament verflüssigt und tritt aus der Spitze des Stifts aus. Das Prinzip ist daher auch mit einer Heißklebepistole zu vergleichen, jedoch erstarrt das Flüssige Filament aufgrund der wesentlich geringeren thermischen Masse viel schneller als Heissklebstoffe. Aufgrund dieser Eigenschaft lässt sich mit einem 3D-Stift mit gewissen Grenzen, die vorrangig durch die Steifigkeit des Kunststoffs bestimmt werden, frei im Raum zeichnen. Für ein besseres Zeichnen gibt es zudem spezielle Vorlagen und Schablonen.

## Geschichte
Der erste 3D-Stift, der 3Doodler, wurde 2012 von Peter Dilworth, Maxwell Bogue und Daniel Cowen (Vertreter ihrer Firma WobbleWorks, Inc.) als Prototyp entwickelt. Die Entwickler stellten fest, dass ein 3D-Drucker zu lange zum Drucken braucht und nicht handlich ist und kamen daher auf die Idee eines 3D-Stiftes. Am 19. Februar 2013 entschieden sich die Entwickler, die Produktion des Produkts durch Kickstarter.com weiter voranzubringen und starten eine entsprechende Kampagne. Da der Stift erfolgreich lief, wurden weitere Modelle und im Januar 2015 eine weitere Version des Stiftes hergestellt. Daraufhin folgten viele weitere Anbieter, die ebenfalls damit begonnen haben 3D-Stifte herzustellen.

## Virtueller 3D-Stift

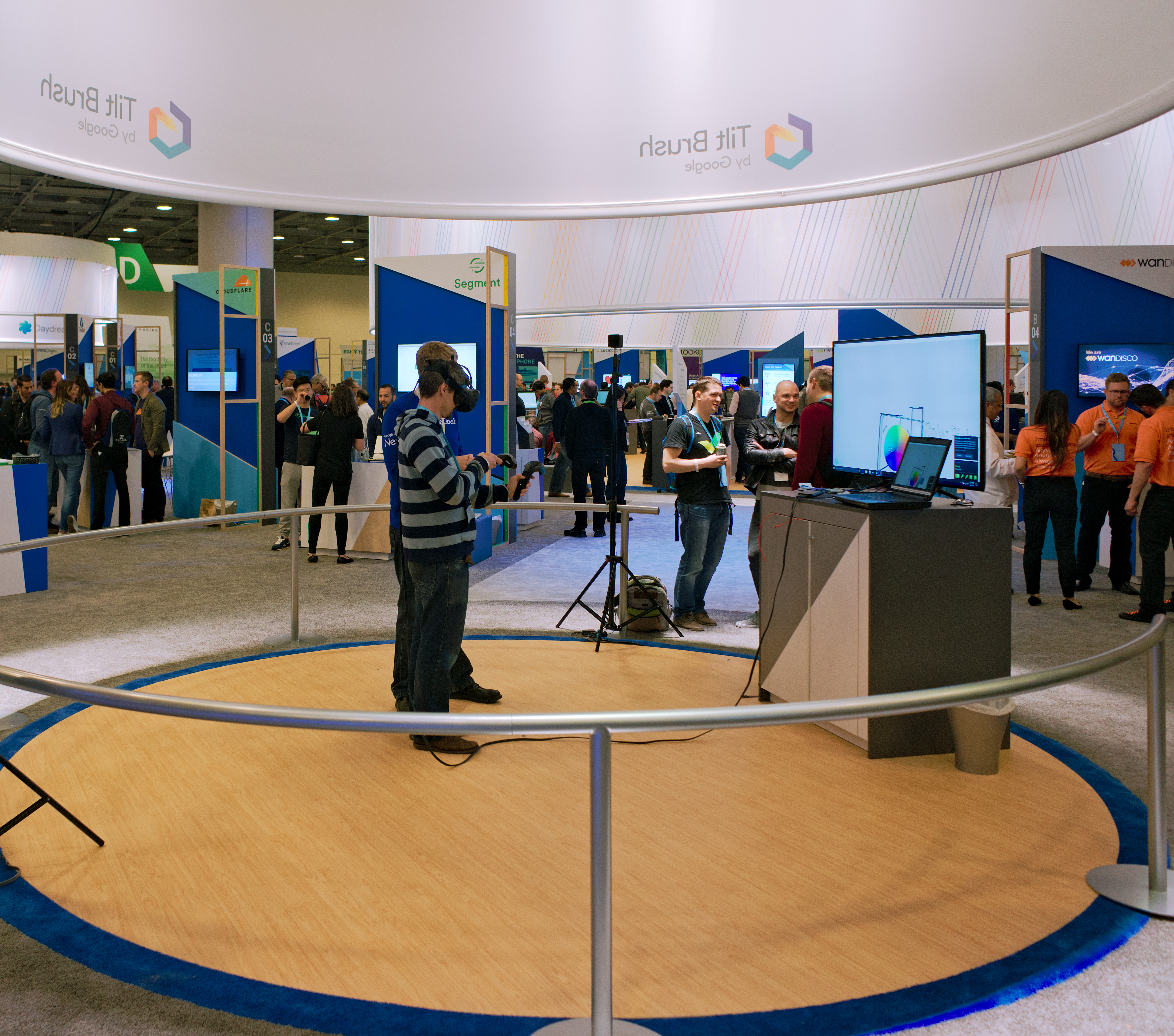
Dreidimensionales Zeichnen in der virtuellen Realität mit Tilt Brush auf der Google Cloud Next 2017

Einige 3D-Stifte zielen aber auch auf das virtuelle Zeichnen auf einem Bildschirm bzw. in erweiterter oder virtueller Realität ab. Bekannte Programme hierfür sind beispielsweise Tilt Brush und Google Blocks, die mithilfe von Bewegungssteuerung funktionieren. Ein Eingabestift kann hierbei aber auch durch einen Spielecontroller ersetzt werden. Auch gibt es einige Zeichenprogramme, mit dem sich mit einem virtuellen Stift in 3D zeichnen lässt, wie zum Beispiel CAD oder Paint3D und spezielles Computer-Zubehör wie die 3D-Maus.